# Linnaemya gracilipalpis
Linnaemya gracilipalpis är en tvåvingeart som beskrevs av Fritz Isidore van Emden 1960. Linnaemya gracilipalpis ingår i släktet Linnaemya och familjen parasitflugor. Inga underarter finns listade i Catalogue of Life.